# Mys Chmidta
Mys Chmidta (en russe : Мыс Шмидта) est une commune urbaine du district autonome de Tchoukotka, en Russie. Sa population était estimée à 124 habitants en 2021.

## Population
Recensements (*) ou estimations de la population
| 1970* | 1979* | 1989* | 2002* | 2004 | 2005 |
| ----- | ----- | ----- | ----- | ---- | ---- |
| 1 818 | 3 307 | 4 587 | 705   | 600  | 584  |

| 2006 | 2007 | 2008 | 2009 | 2010* | 2012 |
| ---- | ---- | ---- | ---- | ----- | ---- |
| 546  | 513  | 509  | 492  | 492   | 412  |

| 2013 | 2014 | 2015 | 2016 | 2017 | 2018 |
| ---- | ---- | ---- | ---- | ---- | ---- |
| 324  | 238  | 166  | 155  | 144  | 140  |

| 2019 | 2020 | 2021 | - | - | - |
| ---- | ---- | ---- | - | - | - |
| 130  | 117  | 124  | - | - | - |

## Climat
| Mois                                        | jan.       | fév.       | mars       | avril    | mai        | juin       | jui.      | août      | sep.       | oct.      | nov.       | déc.       | année          |
| ------------------------------------------- | ---------- | ---------- | ---------- | -------- | ---------- | ---------- | --------- | --------- | ---------- | --------- | ---------- | ---------- | -------------- |
| Température minimale moyenne (°C)           | −29,1      | −29,2      | −27,2      | −21,4    | −8,2       | −0,3       | 2,1       | 1,7       | −1,5       | −9,9      | −18,1      | −25,6      | −13,9          |
| Température moyenne (°C)                    | −25,6      | −25,7      | −23,6      | −17,1    | −5,1       | 2,2        | 4,8       | 3,9       | 0,6        | −7        | −14,9      | −22,3      | −10,8          |
| Température maximale moyenne (°C)           | −22,6      | −22,4      | −19,4      | −13      | −2         | 5,7        | 8,7       | 7,4       | 3,2        | −4,4      | −11,9      | −19,4      | −7,5           |
| Record de froid (°C) date du record         | −45,7 1964 | −46,1 1978 | −45,7 1970 | −39 1951 | −32,5 1982 | −11,3 1939 | −4,7 1942 | −7,1 1956 | −17,8 1962 | −37 1992  | −39,6 2000 | −45,4 1957 | −46,1 2/2/1978 |
| Record de chaleur (°C) date du record       | 9,8 1956   | 5,2 1938   | 8,9 2003   | 8,1 1990 | 16,1 1970  | 28,3 1966  | 30 1953   | 29,2 2010 | 22,7 2009  | 11,9 1944 | 8,6 1966   | 6,9 1955   | 30 10/7/1953   |
| Ensoleillement (h)                          | 4          | 55         | 173        | 254      | 208        | 256        | 233       | 133       | 83         | 55        | 9          | 0          | 1 463          |
| Précipitations (mm)                         | 14         | 14         | 8          | 11       | 15         | 17         | 31        | 40        | 36         | 31        | 27         | 18         | 262            |
| dont neige (cm)                             | 62         | 69         | 72         | 74       | 65         | 12         | 0         | 0         | 2          | 20        | 43         | 56         | 475            |
| Record de pluie en 24 h (mm) date du record | 40 1971    | 43 1959    | 33 1963    | 13 1961  | 21 1956    | 21 1966    | 35 1986   | 40 1973   | 82 1990    | 45 1956   | 47 1964    | 41 1970    | 82 1990        |
| Nombre de jours avec précipitations         | 0          | 0,1        | 0,1        | 0,4      | 4          | 11         | 16        | 18        | 14         | 3         | 1          | 0,2        | 68             |
| Humidité relative (%)                       | 84         | 83         | 83         | 85       | 88         | 87         | 87        | 89        | 88         | 85        | 86         | 85         | 86             |
| Nombre de jours avec neige                  | 16         | 16         | 14         | 16       | 18         | 8          | 3         | 5         | 15         | 23        | 21         | 17         | 172            |
| Nombre de jours avec brouillard             | 1          | 1          | 2          | 3        | 8          | 12         | 14        | 13        | 8          | 2         | 2          | 1          | 67             |

| Diagramme climatique                                  |              |             |            |          |           |          |          |           |            |              |              |
| J                                                     | F            | M           | A          | M        | J         | J        | A        | S         | O          | N            | D            |
| −22,6−29,114                                          | −22,4−29,214 | −19,4−27,28 | −13−21,411 | −2−8,215 | 5,7−0,317 | 8,72,131 | 7,41,740 | 3,2−1,536 | −4,4−9,931 | −11,9−18,127 | −19,4−25,618 |
| Moyennes : • Temp. maxi et mini °C • Précipitation mm |              |             |            |          |           |          |          |           |            |              |              |